# Pelurga contrastata
Pelurga contrastata är en fjärilsart som beskrevs av Barend J. Lempke 1950. Pelurga contrastata ingår i släktet Pelurga och familjen mätare. Inga underarter finns listade i Catalogue of Life.